# Perrignier
Perrignier is een gemeente in het Franse departement Haute-Savoie (regio Auvergne-Rhône-Alpes). De plaats maakt deel uit van het arrondissement Thonon-les-Bains. Perrignier telde op 1 januari 2022 1.882 inwoners.

## Geografie
De oppervlakte van Perrignier bedroeg op 1 januari 2022 7,85 vierkante kilometer; de bevolkingsdichtheid was toen 239,7 inwoners per km².

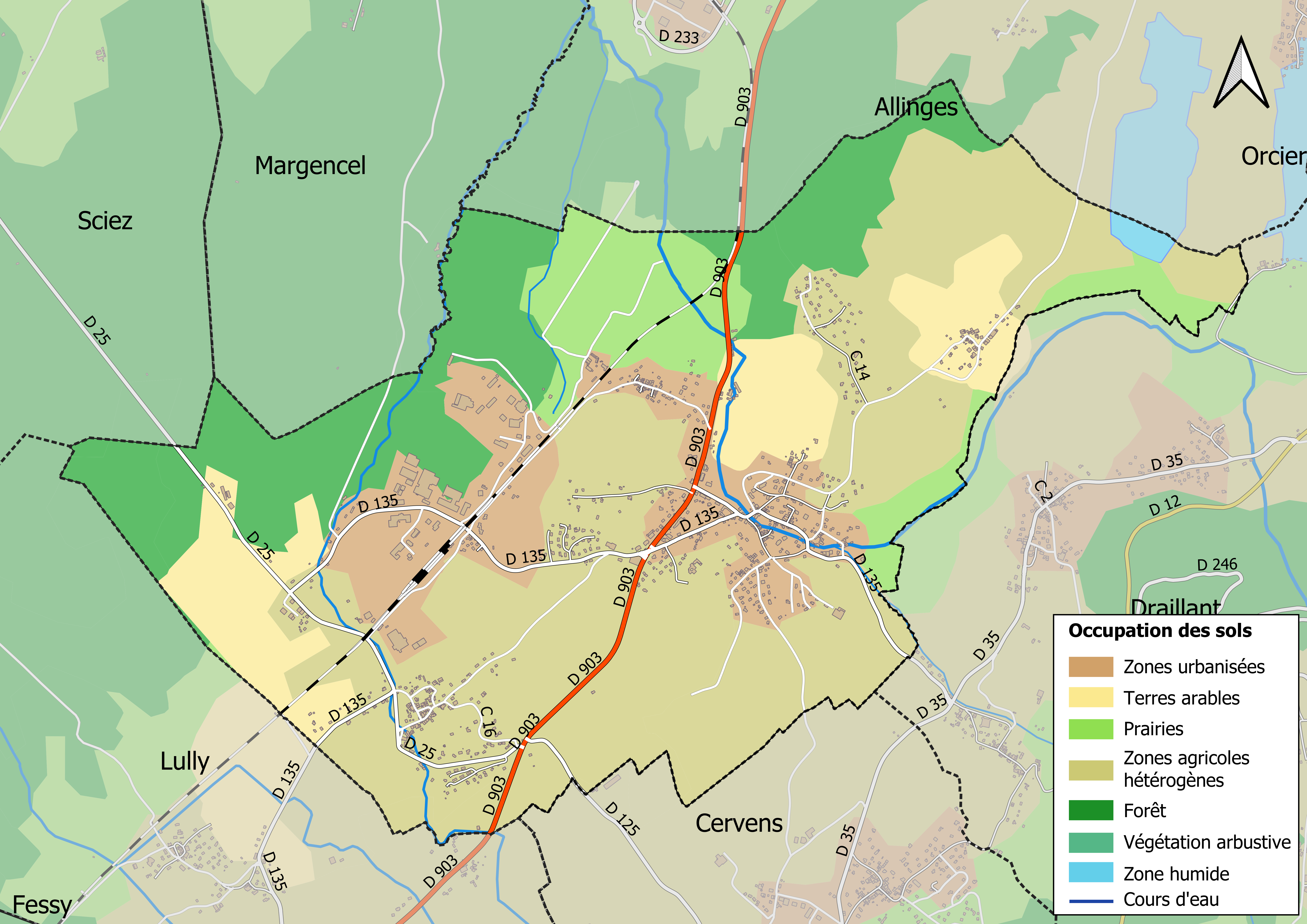
Kaart van de gemeente met de belangrijkste infrastructuur, bodemgebruik en omliggende gemeenten

## Verkeer en vervoer
In de gemeente ligt spoorwegstation Perrignier.

## Demografie
Onderstaande figuur toont het verloop van het inwonertal (bron: INSEE-tellingen).